# Erich Baumann

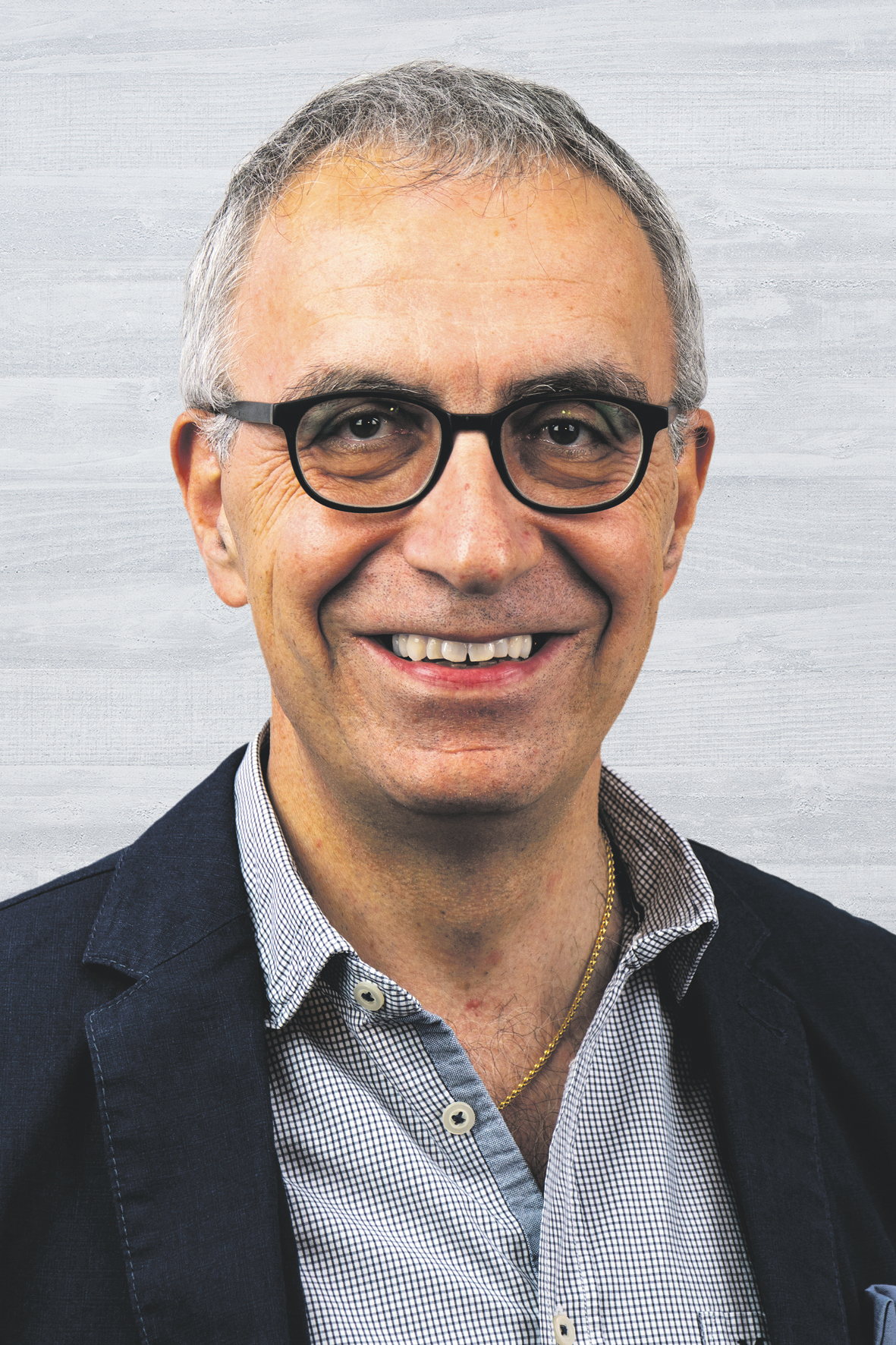
Erich H. Baumann (2019)

Erich H. Baumann (* 19. Januar 1965, heimatberechtigt in Flawil) SG ist ein Schweizer Politiker (FDP). Er vertrat den Wahlkreis Wil von 2016 - 2020 im Kantonsrat des Kantons St. Gallen.

## Leben
Erich Baumann bestand 1984 die Handelsschule des Kaufmännischen Vereins St. Gallen und schloss knapp zehn Jahre später 1993 die Bankfachausbildung ab. Er arbeitete sodann als Leiter Finanzen, Niederlassungsleiter und Berater im Private Banking bei der St. Galler Kantonalbank, bis er 1999 zum eidg. Fa Marketingplaner und 2000 zum dipl. Finanzplaner IGK wurde. Bis zu seiner Ausbildung zum eid. dipl. Verkaufsleiter 2003 arbeitete Erich Baumann als Teamleiter Akquisition Private Banking Schweiz und als Relationship Manager. 2015 erlangt er schliesslich das Certificate of Advanced Studies (CAS). Bis 2017 fungierte er ausserdem für 15 Jahre als Dozent bei angehenden Maketingfachleuten und Verkaufsleitern an der Schule iQ Management Center in Altenrhein SG. Seit 2019 arbeitet er als Relationship Manager bei der Bank Vontobel AG in St. Gallen.
Erich Baumann ist verheiratet, hat zwei Kinder und ist in Flawil SG wohnhaft.

## Politik
Erich Baumann startete seine politische Karriere 1991 als Mitglied der Geschäftsprüfungskommission der politischen Gemeinde Flawil. Seit 2004 fungiert er als Präsident der Geschäftsprüfungskommission der Ortsbürgergemeinde Flawil. Bis ins Jahr 2016 übernahm er diverse Ämter: Gemeinderat der Gemeinde Flawil, Leiter des Ressort Tiefbau und Verkehr, Vorsteher Bereich Soziales und Gesundheit, Vormundschaftspräsident und Vorstand Kindes- und Erwachsenenschutzbehörde Region Gossau. Von Juni 2016 bis März 2020 sass er im Kantonsrat des Kantons St. Gallen und gehörte ab 2017 bis 2020 der Finanzkommission an.

## Wirtschaft
Seit Juni 2004 ist Erich Baumann Mitglied des Verwaltungsrates der GGA, einem Kabelnetzbetreiber in Flawil. Zudem sitzt er seit 2014 im Verwaltungsrat der Genossenschaft für Seniorenwohnungen (GSF) und ist seit 2016 Mitglied des Verwaltungsrates und des Anlageausschusses der Gebäudeversicherungsanstalt (GVA) des Kantons St. Gallen.